# GEA Farm Technologies
Die GEA Farm Technologies GmbH (bis 2008 GEA WestfaliaSurge) mit Hauptsitz in Bönen, Westfalen ist auf dem weltweiten Markt einer der beiden größten Hersteller von Melktechnik z. B. Melkständen, Kühltechnik, Fütterungstechnik, Herdenmanagement-Systemen, Melkhygiene, Stallausrüstung und Supplies. GEA Farm Technologies agiert im Unternehmensverbund der GEA Group und ist hier Hauptbestandteil des Segments „GEA Farm Technologies“.

## Hintergrund
Das Produktprogramm bietet Systemlösungen für Milchviehhalter, für professionelle Milchproduktion und mehr Wirtschaftlichkeit. Hightech-Systeme für Milchviehherden von 5 bis über 50.000 Tiere verlassen die Werkhallen an 11 Standorten. Der weltweite Vertrieb basiert auf einem dichten Netzwerk von Tochtergesellschaften und Importeuren in mehr als 60 Ländern.
Im April 2007 hat WestfaliaSurge die J. Houle & Fils Inc. aus Kanada übernommen. J. Houle ist der größte amerikanische Hersteller von Gülletechnik. Zudem wird seit 2007 der MIone als AMS vertrieben. 
2008 wurde die US-amerikanische Firma Norbco übernommen.
2008 wurde die Firma von GEA WestfaliaSurge umbenannt in GEA Farm Technologies.
2009 wurde die Wilaard Holding B.V. aus den Niederlanden, mit den Marken Royal de Boer, Brouwers, Rico, Total Horse und Wilarus übernommen.
2010 übernahm die GEA Group den dänischen Hersteller für automatisches Füttern in Rinderställen, SKIOLD Mullerup.

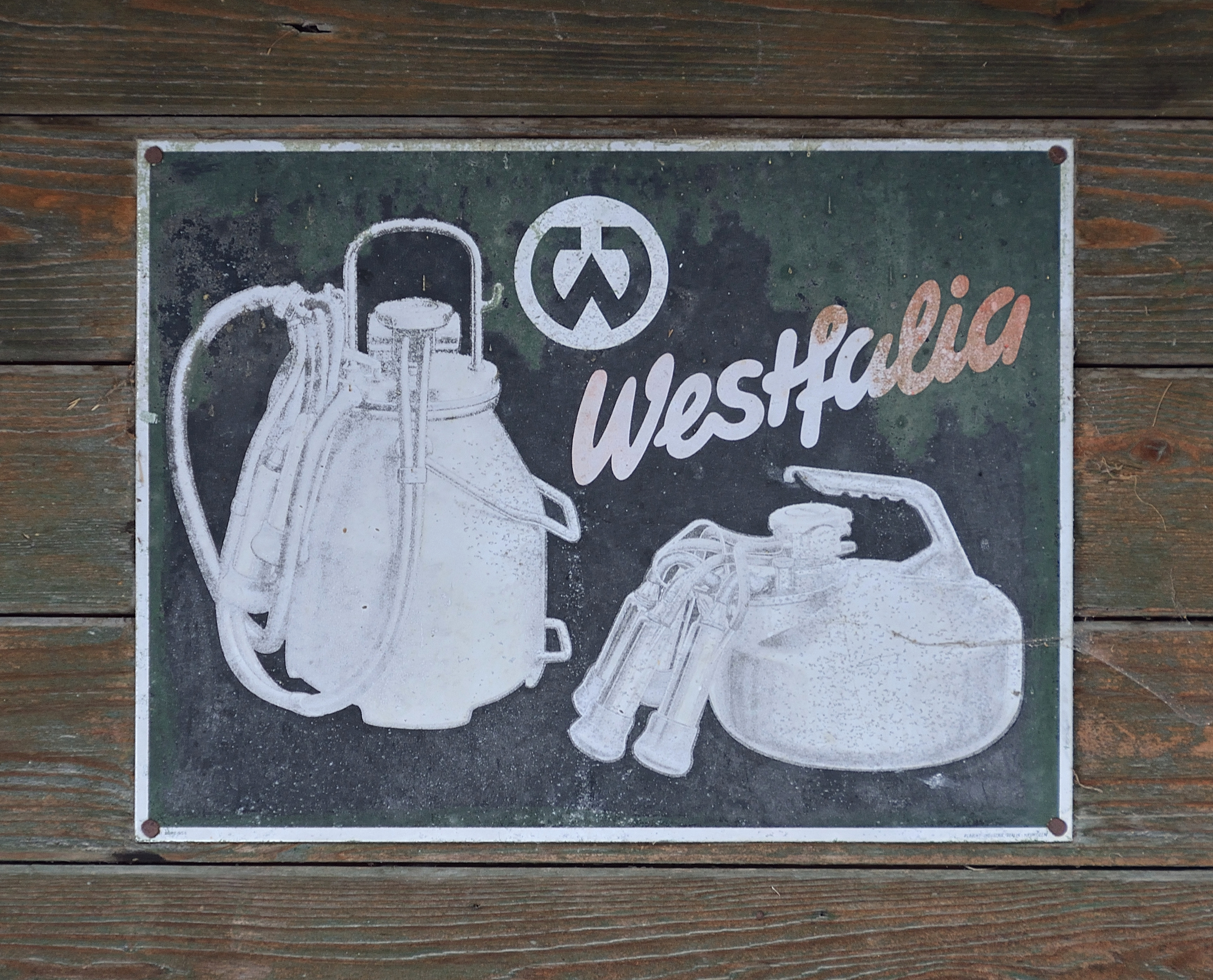
Werbung anno dazumal für Westfalia Melkmaschinen